# Quercus stewardiana
Quercus stewardiana és una espècie de roure que pertany a la família de les fagàcies i està dins del subgènere Cyclobalanopsis, del gènere Quercus.

## Descripció
Quercus stewardiana és un arbre de fins a 12 metres d'alçada. Les branques són glabres. El pecíol fa entre 1,5 a 3 cm, glabre; el limbe foliar és el·líptic-lanceolat a oblong-el·líptic, de 6-12 × 2-4 cm, serós i amb pèls simples quan és jove, blanquinós per sota de la fulla (marronenc quan està seca) i poc pilosa o glabrescent, per sobre verd fosc, base cuneada, marge apical 1/2 remotament serrat superficialment, l'àpex és acuminat a caudat; tenen entre 8 a 10 nervis secundaris a cada costat del nervi central, prominents per sota i discretes per sobre; nervis terciaris poc evidents per sota. Les inflorescències femenines que neixen de l'axil·la dels nous brots, són solitàries, d'uns 2 cm, els raquis i les bràctees són tomentoses marrons. La tassa fa 6-8 mm × 1-1,5 cm, que tanca aproximadament la meitat de la gla, a l'exterior és pilós blanquinós però glabrescent, a l'interior és tomentós de color marró grisenc; les bràctees estan formades per 5 a 9 anelles, sense estrènyer i amb marge dentat. Les glans són àmpliament ovoides, 0,8-1,5 cm, glabres amb una cicatriu d'uns 5 mm de diàmetre, convexes, estilopodi és persistent, d'uns 2 mm de diàmetre. Floreixen al juliol i fructifiquen a l'octubre de l'any següent.

## Distribució i hàbitat
Quercus stewardiana creix a les províncies xineses de Anhui, Guangdong, Guangxi, Guizhou, Hubei, Hunan, Jiangxi, Sichuan, Yunnan i Zhejiang), als boscos mesofítics mixtos en cims i vessants muntanyencs, entre els 1000 i 2800 m.

## Taxonomia
Quercus stewardiana va ser descrita per Aimée Antoinette Camus i publicat a Les Chênes. Monographie du genre Quercus 1: 273, a l'any 1936.
Etimologia
Quercus: nom genèric del llatí que designava igualment al roure i a l'alzina.
stewardiana: epítet